# Usclas-d'Hérault
Usclas-d'Hérault là một commune thuộc tỉnh Hérault trong vùng Occitanie ở phía nam nước Pháp.